# Лусонский ракетохвостый попугай
Лусонский ракетохвостый попугай, или зелёный ракетохвостый попугай (лат. Prioniturus luconensis) — птица из отряда попугаеобразных.

## Внешний вид
Длина тела около 29 см, а крыла 15-19 см. Основная окраска оперения желтовато-зелёная. Голова и нижняя часть тела светлее, с голубым оттенком. Концы рулевых перьев, а также флажки на средней паре свинцово-серые. Два центральных пера хвоста удлинены с голыми осями и без опахал, на конце у них чёрные «ракетки». Самки темнее, голые оси хвоста у них короче.
Впервые описан Стиром в 1890 году.

## Распространение
Обитает на острове Лусон и близлежащем небольшом острове Мариндуке (Филиппинские острова).

## Образ жизни
Населяют тропические леса.

## Угрозы и охрана
Численность их популяции сокращается. Занесёны в Международную Красную книгу.